# 壬生夫子
壬生 夫子（みぶ の おのこ、生没年不詳）は飛鳥時代（7世紀中期）の豪族。常陸国（茨城県）行方郡の人。姓は直。冠位は大建・那珂国造。

## 記録
『常陸国風土記』によると、難波の長柄の豊前の大宮に馭宇（あめのしたしら）しめしし天皇の世（孝徳天皇）の癸丑の年、すなわち白雉4年（653年）に、茨城国造の壬生麻呂とともに、高向の大夫、中臣幡織田の大夫たちに請願して、茨城国造・那珂国造のそれぞれが所有する8里と7里の、合わせて700戸あまりを割いて（1里は50戸であるため、750戸）、行方郡の郡家を別置した、という。
大建は天智天皇3年（664年）に制定された冠位二十六階の第二十五階にあたり、白雉4年のこの段階では存在していないという点で何らかのミスがある可能性がある。